# Souvigné (Charente)
Souvigné és un municipi francès situat al departament del Charente i a la regió de la Nova Aquitània. L'any 2007 tenia 242 habitants.

## Demografia

### Població
El 2007 la població de fet de Souvigné era de 242 persones. Hi havia 97 famílies de les quals 20 eren unipersonals (12 homes vivint sols i 8 dones vivint soles), 45 parelles sense fills, 20 parelles amb fills i 12 famílies monoparentals amb fills.
La població ha evolucionat segons el següent gràfic:
Habitants censats

### Habitatges
El 2007 hi havia 125 habitatges, 99 eren l'habitatge principal de la família, 18 eren segones residències i 8 estaven desocupats. 124 eren cases i 1 era un apartament. Dels 99 habitatges principals, 88 estaven ocupats pels seus propietaris, 8 estaven llogats i ocupats pels llogaters i 2 estaven cedits a títol gratuït; 2 tenien dues cambres, 5 en tenien tres, 27 en tenien quatre i 64 en tenien cinc o més. 85 habitatges disposaven pel capbaix d'una plaça de pàrquing. A 56 habitatges hi havia un automòbil i a 39 n'hi havia dos o més.

### Piràmide de població
La piràmide de població per edats i sexe el 2009 era:
| Homes | Edats   | Dones |
| ----- | ------- | ----- |
| 0     | 95 o +  | 0     |
| 4     | 90 a 94 | 4     |
| 0     | 85 a 89 | 4     |
| 4     | 80 a 84 | 4     |
| 4     | 75 a 79 | 8     |
| 0     | 70 a 74 | 4     |
| 4     | 65 a 69 | 4     |
| 8     | 60 a 64 | 8     |
| 8     | 55 a 59 | 8     |
| 12    | 50 a 54 | 12    |
| 12    | 45 a 49 | 4     |
| 4     | 40 a 44 | 16    |
| 4     | 35 a 39 | 4     |
| 8     | 30 a 34 | 4     |
| 8     | 25 a 29 | 4     |
| 8     | 20 a 24 | 4     |
| 8     | 15 a 19 | 8     |
| 16    | 10 a 14 | 8     |
| 4     | 5 a 9   | 4     |
| 0     | 0 a 4   | 4     |

## Economia
El 2007 la població en edat de treballar era de 140 persones, 84 eren actives i 56 eren inactives. De les 84 persones actives 69 estaven ocupades (44 homes i 25 dones) i 14 estaven aturades (4 homes i 10 dones). De les 56 persones inactives 27 estaven jubilades, 9 estaven estudiant i 20 estaven classificades com a «altres inactius».

### Ingressos
El 2009 a Souvigné hi havia 98 unitats fiscals que integraven 232,5 persones, la mediana anual d'ingressos fiscals per persona era de 12.162 €.

### Activitats econòmiques
L'únic establiment que hi havia el 2007 era d'una empresa de comerç i reparació d'automòbils.
L'any 2000 a Souvigné hi havia 23 explotacions agrícoles que ocupaven un total de 672 hectàrees.

## Poblacions més properes
El següent diagrama mostra les poblacions més properes.